# Taburiente
Taburiente es un grupo musical creado en Santa Cruz de La Palma a mediados de los años 70 y formado, inicialmente, por Luis Morera, Miguel Pérez y Manolo Pérez.

## Historia
Taburiente se formó en el año 1972 por los palmeros Luis Morera (voz y percusión), Miguel Pérez (voces y guitarras) y Manolo Pérez (voz, timple, guitarras y teclados) editando su primer disco al año siguiente bajo el nombre de La Contra (De Canarias somos, 1973).
En 1976 editan Nuevo Cauce, producido por Teddy Bautista, donde fusionan folclore canario con canción protesta y sonoridades modernas (usando sintetizadores). Sus temas tienen un marcado contenido identitario, con reivindicaciones sociales, ecologistas y nacionalistas canarias. Ya en este primer disco se hallan algunos de los temas más clásicos del grupo como Ganarse La Tierra, Navidad Guanche o Yo Poeta Declaro, un poema de Agustín Millares Sall al que puso música Caco Senante.
En 1978 sale a la luz Ach-Guañac, producido también por Teddy Bautista y con la colaboración de músicos pertenecientes a Los Canarios y Coz. El disco, con un sonido más cercano al pop (si bien no abandona los elementos del folclore canario) incluye el tema homónimo Ach-Guañac, considerado un himno por el nacionalismo e independentismo canario. 
Durante esta época colaborarán en discos de otros artistas como Rosa León o el tinerfeño Caco Senante.
Tras la publicación de estos dos discos, se convierten en los principales exponentes de la canción de autor en Canarias. Su música estará vinculada además a los movimientos sociales que estaban teniendo lugar en el archipiélago.
A inicios de los 80 se producen algunos cambios en el grupo, marchándose Manolo Pérez y entrando Luisa Machado (voz femenina) y Alberto Méndez (bajo eléctrico), dando una nueva sonoridad al grupo. 
No volvemos a encontrar nuevos trabajos discográficos de Taburiente hasta 1985, año en que editan A Tara. A partir de ahora el grupo se volcará en una temática más ecologista y pacifista. La nueva sonoridad del grupo, ya sin el exceso de sintetizadores que tuvo en los 70, vendrá caracterizada por el bajo eléctrico, que se convierte en instrumento solista, así como por las influencias de la música norteafricana. En esa línea editarán A la Quinta Verde en 1987, Atlántico en 1988 y Grandes Éxitos (con nuevas versiones y temas inéditos) en 1989; discos en los que colaborará el pianista Enrique Guimerá.
En 1991 se publica Astral con sonidos mucho más electrónicos y con la participación de Luis Fernández (teclista de Pedro Guerra). 
A partir de ese momento su producción discográfica se ralentiza, si bien siguen participando en discos de otros artistas. Por su parte Luis Morera trabaja también como pintor (es el autor de las portadas de algunos de los discos de Taburiente), escultor y arquitecto.
Luisa Machado y Alberto Méndez abandonan el grupo para iniciar su andadura en solitario. En 1995 publican A Tierra y en 1999 Bajo la piel del agua. En estos discos la temática personal tiene una mayor fuerza, apareciendo varios temas de amor. Se utilizan sonoridades como la música cubana, el jazz o el reggae.
En el 2004 con motivo del 30 aniversario de la formación del grupo, ofrecen un concierto sinfónico en el Auditorio Alfredo Kraus y graban un disco producido por Kike Perdomo en estudio donde versionan algunos de sus temas más clásicos añadiendo un carácter completamente nuevo a éstos gracias a los arreglos escritos por Carlos Puig. 
Por su parte, Luis Morera ha editado también recientemente dos discos en solitario (Desde dentro y Espacio Abierto) donde además de composiciones propias interpreta temas de Luis Eduardo Aute, Alí Primera y clásicos del bolero y la ranchera como las composiciones de José Alfredo Jiménez.
En 2008 editan Libre, un nuevo trabajo que cuenta con una nueva formación. El saxofonista tinerfeño Kike Perdomo se convierte en director de la banda. Las voces principales y coros siguen siendo de Luis Morera, Miguel Pérez y José Eduardo Martín; a la batería, Alfredo Llanos; la percusión de Sergio García; el bajo de Francisco López; la guitarra de Sergio Cebrián y Francis Hernández, al piano. Ocho temas originales y dos versiones; El náufrago del Sahara" del gaditano Javier Ruibal y una versión muy personal del tema Mararía de la banda sonora de la película del mismo título (basada en la novela de Rafael Arozarena) y compuesta por el autor güimarero, Pedro Guerra.

## Miembros

### 1974-1981
- Luis Morera: voz y percusión
- Miguel Pérez: voz y guitarras
- Manolo Pérez: voz, guitarras, timple y sintetizador

### 1981-1989
- Luis Morera: voz, y percusión
- Miguel Pérez: voz y guitarras
- Luisa Machado: voz
- Alberto Méndez: bajo eléctrico y guitarras´
- Enrique Guimerá: teclados, piano, viola y arreglos de cuerda y vientos (si bien colabora en varios discos, sólo en "Atlántico" aparece como integrante del grupo).

### 1991 - 1994
- Luis Morera: voz, y percusión
- Miguel Pérez: voz y guitarras
- Luisa Machado: voz
- Alberto Méndez: bajo eléctrico
- Luis Fernández: teclados, samplers y secuencias
- Paco Matute (músico): Teclados.
- Alfredo Llanos: batería

### 1995
- Luis Morera: voz
- Miguel Pérez: coros y guitarras

### 1999-....
- Luis Morera: voz (+ percusión y guitarra en conciertos acústicos)
- Miguel Pérez: coros y guitarra
- Eduardo Martín: coros (+ guitarra en conciertos acústicos)

### 2008-....
- Luis Morera: voz principal.
- Miguel Pérez: coros.
- José Eduardo Martín: coros.
- Kike Perdomo: Saxo Soprano, dirección musical del grupo.
- Sergio Cebrián: guitarra.
- Francisco López: bajo.
- Francis Hernández: Piano.
- Alfredo Llanos: Batería.
- Sergio García: Percusión.

## Discografía

### Álbumes
- De Canarias somos ("La Contra") (1974)
- Nuevo cauce (1976)
- Ach-Guañac (1978)
- Taburiente (A Tara) (1985)
- A la Quinta Verde (1987)
- Atlántico  (1988)
- Grandes éxitos (1989)
- Astral (1990)
- Gira del 92  (1992)
- A tierra  (1994)
- Bajo la piel del agua (1999)
- Sol                   (1999)
- Antología             (2004)
- Libre (2008)
- Taburiente 40 años Nueva grabación "Nuevo Cauce" y "Ach-Guañac" (2013)
- Directo (2021)
- Navidad (2022)